# آکرووایا (گروه موسیقی)
آکرووایا (به انگلیسی: Acrovaya) یک گروه موسیقی در سبک پاپ راک است که فعالیت خود را از سال ۱۳۸۴ تا کنون در شهر رشت آغاز کرده‌است.آکرووایا واژه‌ای است که از دو کلمهٔ «آکرو» (صفت یونانی به معنی نهایی) و «وایا» ( کلمه‌ای ایرانی به معنی:هدف، مقصد) تشکیل شده‌است. گروه برای انتخاب چنین نامی معتقد است با قرار گرفتن دو کلمه غربی و شرقی در کنار هم، می‌خواستند علاوه بر جهانی بودن هدف، به سبک کاری گروه هم اشاره کنند که تلفیقی از موسیقی غرب با بیان فارسی است.

## اعضای گروه
- علی روح نواز : سرپرست گروه، خواننده، ترانه‌سرا، آهنگساز و نوازندهٔ گیتار

در پروندهٔ کاری او آهنگسازی برای تئاتر، فیلم و بازی دیده می‌شود. او همچنین کاندیدای بخش آهنگسازی در جشنواره جوان بوده‌است. همچنان مشغول تدریس گیتار الکتریک به صورت خصوصی و اموزشگاه‌ها می‌باشد  .
- عادل روح نواز : آهنگساز، تنظیم‌کننده و نوازندهٔ گیتار

در پروندهٔ کاری او می‌توان به فعالیت‌های بین‌المللی او اشاره کرد. شرکت در مسابقات جهانی گیتار الکتریک و کسب مقام دوم در مسابقات (Mayones/Duncan 2014). آرتیست رسمی کمپانی لهستانی مایونز گیتار و باس(Mayones Guitars & Basses) در ایران که سازهای سفارشی با امضای عادل را می‌سازند. نوازندگی کلیه قطعات آلبوم و تنظیم قطعهٔ شاه مقصود در آلبوم امیر بی‌گزند محسن چاوشی. نوازندگی در ۶ قطعه برای شهرزاد (مجموعه نمایش خانگی). دارای متد شخصی برای آموزش گیتار الکتریک.
- توحید نوری : نوازندهٔ پیانو و کیبورد

در پروندهٔ کاری او می‌توان به کسب مقام اول در جشنواره آموزشگاهی استان گیلان در بخش آهنگسازی و نوازندگی. او مورد توجه اساتیدی همچون جردن رودس قرار گرفته‌است. 
- مجتبی قربانی : نوازندهٔ گیتار بیس

در پروندهٔ کاری‌اش مدیریت آموزشگاه موسیقی را دارد همچنین مقام اول نوازندگی گیتار بیس در جشنواره پلی الونگ (Play along) آموزشگاه سرنا در تهران را کسب کرده‌است.
- رامتین رودیانی : نوازندهٔ درامز

در پروندهٔ کاری او می‌توان به شرکت در مسترکلس‌های متعددی اشاره کرد.وی به صورت حرفه‌ای نوازندگی این ساز را دنبال می‌کند.

## آثار

### تک ترانه
- آینه[۲]

تاریخ انتشار: ۳۰ شهریور ۱۳۹۵ 

خواننده: علی روح نواز 

آهنگساز: علی روح نواز 

ترانه‌سرا: علی روح نواز 

تنظیم‌کننده: عادل روح‌نواز 

نوازندگان: عادل روح نواز (گیتار)، توحید نوری (کیبورد)، مجتبی قربانی (گیتار بیس)، رامتین رودیانی (درامز)

میکس و مستر: فرشاد حسامی
- معما [۳]

تاریخ انتشار: ۱۶ مهرماه ۱۳۹۶ 

خواننده: علی روح نواز 

آهنگساز: علی روح نواز 

ترانه‌سرا: مصطفی سلیمی 

تنظیم‌کننده: عادل روح‌نواز 

نوازندگان: گیتار: عادل روح‌نواز - کیبورد: توحید نوری - بیس: مجتبی قربانی - درامز: مجید رضاپور 

میکس و مستر: فرشاد حسامی 

طراح: ساسان فرهمند

"دنیای من "
ملودی و خواننده: علی روح نواز
ترانه سرا: افشین افشنگ
تنظیم کننده و پیانیست: توحید نوری 
میکس و مستر: فرشاد حسامی